# David Taylor (luchador, 1990)
David Morris Taylor (Reno, 5 de diciembre de 1990) es un deportista estadounidense que compite en lucha libre, campeón olímpico en Tokio 2020 y tres veces campeón mundial.
Participó en los Juegos Olímpicos de Tokio 2020, obteniendo una medalla de oro en la categoría de 86 kg. Ganó cinco medallas en el Campeonato Mundial de Lucha entre los años 2018 y 2024.

## Palmarés internacional
| Juegos Olímpicos   | Juegos Olímpicos   | Juegos Olímpicos  | Juegos Olímpicos |
| Año                | Lugar              | Medalla           | Categoría        |
| ------------------ | ------------------ | ----------------- | ---------------- |
| 2020               | Tokio (Japón)      | Medalla de oro    | 86 kg            |
| Campeonato Mundial |                    |                   |                  |
| Año                | Lugar              | Medalla           | Categoría        |
| 2018               | Budapest (Hungría) | Medalla de oro    | 86 kg            |
| 2021               | Oslo (Noruega)     | Medalla de plata  | 86 kg            |
| 2022               | Belgrado (Serbia)  | Medalla de oro    | 86 kg            |
| 2023               | Belgrado (Serbia)  | Medalla de oro    | 86 kg            |
| 2024               | Tirana (Albania)   | Medalla de bronce | 92 kg            |